# Mouche charbonneuse
Stomoxys calcitrans · Stomoxe, Mouche piquante, Phlegmoneuse
Pour les articles homonymes, voir Mouche.
Espèce
Stomoxys calcitrans, communément appelé stomoxe, mouche piquante, mouche charbonneuse ou encore phlegmoneuse des chevaux, est une espèce de diptère de la famille des Muscidae. Contrairement à la plupart des membres de cette famille et aux autres genres, elle pique les mammifères et se nourrit de leur sang. Elle est ainsi nommée parce qu'elle peut transmettre mécaniquement la maladie du charbon (maladie infectieuse redoutée des éleveurs).

## Milieu de vie
C'est une espèce de mouche commune à la campagne, dans les étables, bergeries ou écuries où elle trouve en abondance les fumiers et crottins où elle pond ses œufs qui donneront des larves coprophages. Elle est plus connue maintenant sous le nom de mouche des étables (stable fly).

## Description et alimentation
Cette espèce est l'une des rares mouches ressemblant à la mouche domestique, mais étant piqueuse et se nourrissant de sang au stade adulte (piqûre douloureuse pour les humains comme pour les animaux). Elle possède une trompe noire, brillante, un peu plus longue que la tête et très pointue, qu'elle pointe en permanence vers l'avant.
Contrairement aux autres insectes hématophages, les deux sexes piquent.

## Reproduction
La femelle pond ses œufs dans le fumier ou les crottes. Les asticots, coprophages, se développent entre 10 et 80 jours selon la température.

## Transmission de pathogènes
Outre la maladie du charbon, les mouches charbonneuses transmettent les virus de l’anémie infectieuse équine, de la fièvre porcine africaine, des fièvres du West Nile ou de la Vallée du Rift. Des rickettsies (Anaplasma, Coxiella), d’autres bactéries et des parasites (Trypanosoma spp., Besnoitia spp.) sont aussi transmis par les stomoxes. Enfin, les stomoxes sont des hôtes intermédiaires du nématode parasite Habronema microstoma. 

## Lutte

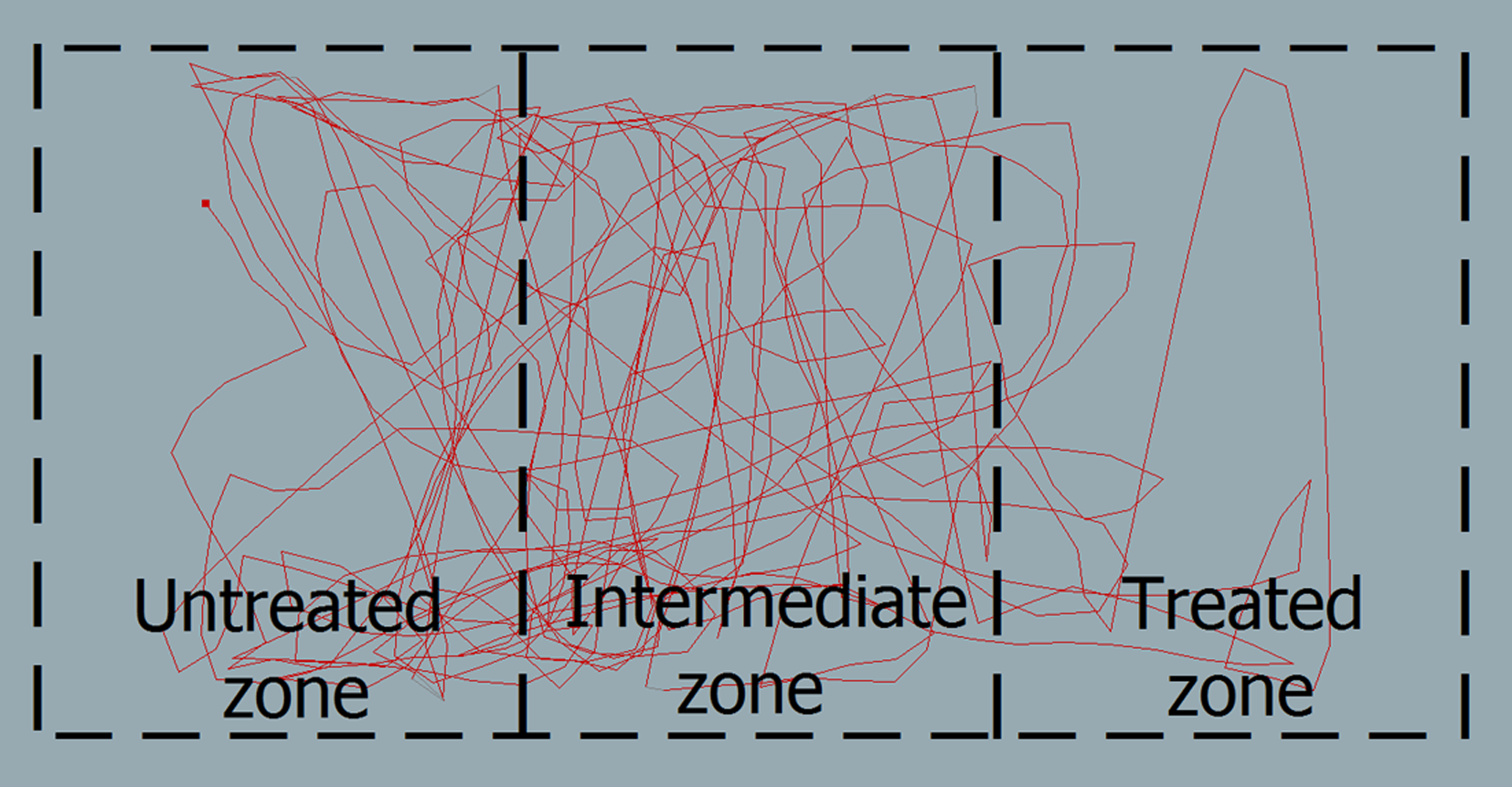
Image de poursuite vidéo d'une mouche charbonneuse. Test de l'activité répulsive de l'huile essentielle de citronnelle (Cymbopogon citratus)

En élevage, on lutte généralement contre la mouche charbonneuse par des insecticides. Des répulsifs moins toxiques, comme des huiles essentielles, sont à l'étude
.

## Espèce proche
Elle peut vivre en syntopie avec une espèce apparentée, Stomoxys niger, également vectrice d'hémoparasites aux animaux d'élevage. Pour les distinguer, on peut mesurer la longueur du palpe maxillaire qui est plus long chez S. niger, pour les deux sexes.

## Dans la culture
Dans son livre Mes saints parents, Céline Martin rapporte que son père Louis Martin, pendant qu'il était à la pêche, avait été piqué par une mouche charbonneuse et développa un épithélioma.